# Сивков, Александр Евгеньевич
Александр Евгеньевич Сивков (9 декабря, 1952, Первоуральск, Свердловская область, РСФСР, СССР) — советский игрок в хоккей с мячом, нападающий, хоккейный (с мячом) тренер, двукратный чемпион мира. Мастер спорта СССР международного класса (1975). Заслуженный мастер спорта России (1993).

## Биография
Начал играть в хоккей с мячом в 1964 году в Первоуральске в детской команде «Уральского трубника». Первый тренер — И. Ф. Яговитин. В 1970 году побеждает в чемпионате СССР среди юношей, признаваясь лучшим нападающим турнира.
С 17-летнего возраста стал выступать в составе «Уральского трубника». После победы на чемпионате мира среди юниоров 1970 года, получил приглашение в московское «Динамо». Но делегация из СКА (Свердловск) смогла уговорить Сивкова на переход в армейскую команду.
В составе СКА с 1971 по 1985 год Сивков провёл 14 сезонов игровой карьеры, завоевав с командой золотые медали чемпионата СССР сезона 1973/74, в следующем сезоне побеждая в первом розыгрыше Кубка европейских чемпионов.
Привлекался в сборную СССР, в составе которой дважды становится чемпионом мира в 1975 и 1979 годах. На турнирах принял участие в 4-х матчах и забил 4 мяча.
Также играл в хоккей на траве, выступая за «Уральский трубник» (1970, 1972) и свердловский СКА (1971, 1973–1977). Бронзовый призёр  чемпионата СССР по хоккею на траве 1972 года.
После окончания игровой карьеры с 1985 по 1988 год возглавлял СКА (Свердловск). Под его руководством сборная Свердловской области победила на Спартакиаде народов СССР в 1986 году.
Завершив тренерскую деятельность, занимался коммерцией, был директором Центрального стадиона.
В 1995 году стал советником фирмы «Интернефто». В 1998 году возглавил совет директоров компании «Уралнефтепродукт».
В 1999 году при поддержке губернатора и правительства Свердловской области принимал участие в создании на базе хоккейного клуба СКА (Екатеринбург), который перестало финансировать военное ведомство, хоккейного клуба «СКА-Свердловск».
С 1999 по 2003 год — президент хоккейного клуба «СКА-Свердловск».
Занимался политикой, в 1990-х годах принимал участие в выборах в Государственную думу, Законодательное собрание Свердловской области и мэры Екатеринбурга.
В декабре 2001 года пережил покушение на свою жизнь.
Учредитель благотворительного фонда «Наши дети — будущее России» (1998—2012).

## Образование
В 1975 году окончил факультет физвоспитания Свердловского государственного педагогического института.

## Достижения

### В качестве игрока
СКА (Свердловск)
 Чемпион СССР: 1973/74 

 Бронзовый призёр чемпионата СССР: 1974/75 

 Обладатель Кубка европейских чемпионов: 1974
Сборная СССР
 Чемпион мира (2): 1975, 1979 

 Серебряный призёр Международного турнира на приз газеты «Советская Россия»: 1974 

 Чемпион мира среди юниоров: 1970

### В качестве тренера
Сборная Свердловской области
 Победитель Спартакиады народов СССР: 1986

### Личные
- В списке 22-х лучших игроков сезона (5): 1976, 1977, 1978, 1979, 1980
- Лучший бомбардир чемпионата СССР (2): 1977, 1978
- Совладелец рекорда результативности чемпионатов СССР в одном матче: 10 мячей (11.12.1977 с «Юностью»)[10][11]
- Лучший нападающий чемпионата мира среди юниоров: 1970
- Лучший игрок чемпионата мира среди юниоров: 1970
- Символическая сборная чемпионата мира среди юниоров: 1970

## Статистика выступлений

### Клубная
| Сезон     | Клуб                             | Лига | Чемпионат | Чемпионат | Кубок | Кубок |
| Сезон     | Клуб                             | Лига | И         | М         | И     | М     |
| --------- | -------------------------------- | ---- | --------- | --------- | ----- | ----- |
| 1969/1970 | Уральский трубник (Первоуральск) | А    | 6         | 0         |       |       |
| 1970/1971 | Уральский трубник (Первоуральск) | А    | 26        | 11        |       |       |
| 1971/1972 | СКА (Свердловск)                 | А    | 24        | 13        |       |       |
| 1972/1973 | СКА (Свердловск)                 | А    | 24        | 18        |       |       |
| 1973/1974 | СКА (Свердловск)                 | А    | 22        | 12        |       |       |
| 1974/1975 | СКА (Свердловск)                 | А    | 24        | 21        |       |       |
| 1975/1976 | СКА (Свердловск)                 | А    | 26        | 40        |       |       |
| 1976/1977 | СКА (Свердловск)                 | А    | 26        | 44        |       |       |
| 1977/1978 | СКА (Свердловск)                 | А    | 24        | 60        |       |       |
| 1978/1979 | СКА (Свердловск)                 | А    | 19        | 24        |       |       |
| 1979/1980 | СКА (Свердловск)                 | А    | 26        | 53        |       |       |
| 1980/1981 | СКА (Свердловск)                 | А    | 25        | 17        |       |       |
| 1981/1982 | СКА (Свердловск)                 | А    | 26        | 28        |       |       |
| 1982/1983 | СКА (Свердловск)                 | А    | 25        | 21        | 6     | 6     |
| 1983/1984 | СКА (Свердловск)                 | А    | 26        | 26        | 8     | 7     |
| 1984/1985 | СКА (Свердловск)                 | А    | 26        | 28        | 6     | 6     |
| Всего     | 16 сезонов                       | А    | 375       | 416       | 20    | 19    |

Примечание: Статистика голевых передач ведется с сезона 1999/2000

Примечание: Кубок СССР по хоккею с мячом возобновился с сезона 1982/83

### В сборной СССР
| 1 | Оулу        | 11 января 1973 | Финляндия                                     | 5:3  | 11, 44, 48            | Товарищеский матч |
|   | Эскильстуна | 22 января 1973 | Сборная клубов «Эскильстуна» и «Хеллефорснес» | 7:1  | ?, ?                  | Товарищеский матч |
|   | Оммоле      | 10 января 1974 | Молодёжная сборная Швеции                     | 6:0  | 15, ?                 | Товарищеский матч |
| 2 | Осло        | 16 января 1974 | Норвегия                                      | 8:3  | ?, ?                  | Товарищеский матч |
| 3 | Драммен     | 18 января 1974 | Норвегия                                      | 6:4  | -                     | Товарищеский матч |
| 4 | Оулу        | 26 января 1975 | Норвегия                                      | 8:0  | -                     | Чемпионат мира    |
| 5 | Миккели     | 1 февраля 1975 | Норвегия                                      | 12:4 | -                     | Чемпионат мира    |
| 6 | Миккели     | 16 января 1979 | Финляндия                                     | 1:3  | -                     | Товарищеский матч |
| 7 | Эскильстуна | 2 февраля 1979 | Норвегия                                      | 7:2  | 27, 61 (пен.), 64, 67 | Чемпионат мира    |
| 8 | Стокгольм   | 4 февраля 1979 | Швеция                                        | 4:2  | -                     | Чемпионат мира    |

Итого: 8 матчей / 9 мячей;  7 побед, 0 ничьих, 1 поражение.

## Награды
- Медаль ордена «За заслуги перед Отечеством» II степени (1998)[12].
- Почётный знак Федерации хоккея с мячом России[1].